# Mino Bellei
Mino Bellei (né le 23 juin 1936 à Savone et mort le 13 mars 2022 dans la même ville) est un réalisateur, doubleur et acteur italien.

## Biographie
Né en 1936, Mino Bellei est diplômé de l'Accademia d'Arte Drammatica en 1959 et débute comme acteur de théâtre dans des pièces de Pirandello, Molière et Shakespeare. Les critiques l'ont compté parmi les talents les plus prometteurs et les plus remarquables de ces années.
Il forme ensuite son propre groupe de travail (avec la remarquable interprétation du monologue Le lettere di Lewis Carroll (1983) de Masolino d'Amico, mis en scène par Marco Sciaccaluga) et joue pendant plusieurs années avec Aroldo Tieri et Giuliana Lojodice. Dans les années 1990, sa comédie La vita non è un film di Doris Day (La vie n'est pas un film de Doris Day) attire l'attention.
Il n'a joué qu'occasionnellement des rôles au cinéma et à la télévision. En 1979, il réalise Bionda fragola pour le cinéma sur son propre scénario. Malgré de bonnes critiques et un succès financier, c'est son seul film en tant que réalisateur.

## Filmographie sélective
- 1965 : La Mandragore d'Alberto Lattuada
- 1978 : Melodrammore (it) de Maurizio Costanzo
- 1980 : Bionda fragola de lui méme
- 1988 : Topo Galileo de Francesco Laudadio
- 1989 : Un uomo di razza de Bruno Rosia
- 1999 : Un thé avec Mussolini de Franco Zeffirelli
- 2002 : Pinocchio de Roberto Benigni

## Théâtre (sélection)
- 1968 : Dans la jungle des villes de Bertolt Brecht, mise en scène d'Antonio Calenda
- 1989 : La vita non è un film di Doris Day (La vie n'es pas un film de Doris Day), scénario et mise en scène de lui-même